# Turntablism

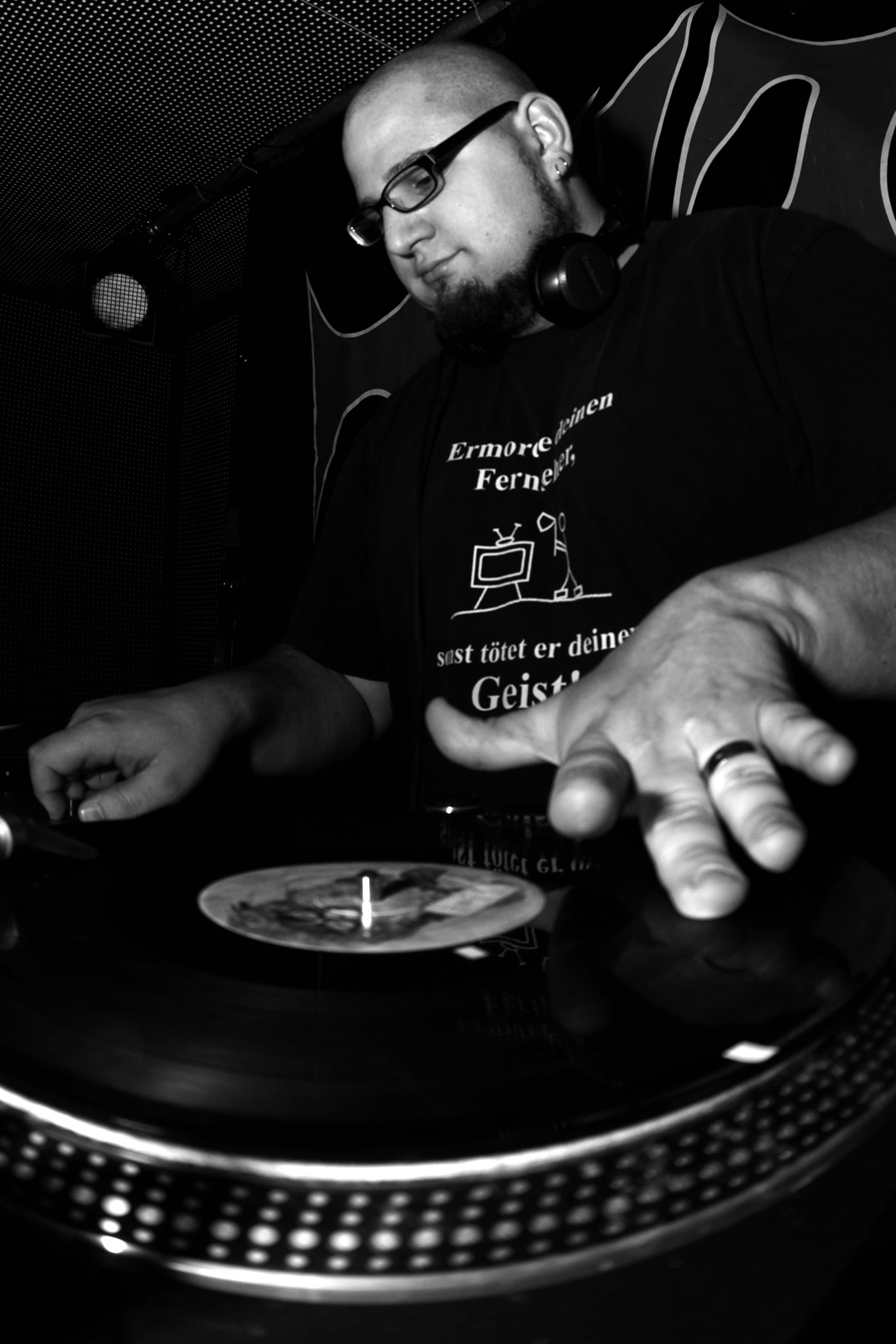
Un DJ manipule de la main la vitesse de rotation du disque sur la platine, tandis que l'autre main est sur la table de mixage du DJ - une situation standard en turntablism.

Le turntablism (ou platinisme en français) est l'art de créer de la musique avec des platines à vinyles et des disques vinyles en musique de variétés. Le DJ capable de se servir de platines comme d'un instrument à part entière est un turntablist (ou platiniste en français). L'inventeur du terme turntablist est l'Américain DJ Babu en 1995.

## Histoire
Par un étonnant retournement de l'histoire[non neutre], le disque vinyle a échappé aux oubliettes, et la platine, à l’origine simple appareil destiné à les passer, est devenue instrument de musique sous les doigts habiles de DJ utilisant les disques comme banques de sons et inventant des techniques pour en enchaîner de brefs passages à l’aide de plusieurs platines.
Durant les années 1970, les jeunes du South Bronx (New York), un des pires ghettos des États-Unis, organisent leurs propres fêtes et dansent au son de sonos de fortune qu'ils installent dans la rue. En 1973, Kool Herc a l'idée de jouer seulement les passages les plus rythmés de ses disques de funk et de les enchaîner sur deux platines jumelées. Dès 1974, l'émulation est intense : Grandmaster Flash, connaisseur en électronique, perfectionne l'appareillage en bricolant une table de mixage reliant les deux platines, Grand Wizard Theodore invente — par hasard — le scratch ou scratching, les DJ rivalisent d'adresse et mettent au point les techniques de base. En 1983, le jazzman Herbie Hancock s'adjoint les services du DJ Grand Mixer D.ST et intègre le scratch dans son disque Future Shock.
Pendant les années 1980, l'industrie du disque, dans son intérêt pour le rap, préférera mettre les chanteurs (MC) en avant pour en faire des stars et vendre des millions d'albums. Les DJ entameront alors une longue éclipse, aggravée par l'arrivée des samplers ou échantillonneurs, ces appareils permettant de « copier-coller » des morceaux de pistes sonores ; les années 1990, dominées par les grands producteurs de gangsta rap, ne les ménageront pas. Mais l'essoufflement et les excès du gangsta rap réorienteront le hip hop vers la recherche expérimentale et l'émulation, héritées d'une relecture de la vieille école. Une nouvelle génération de virtuoses des platines en naîtra (X-Ecutioners, Invisibl Skratch Piklz, Beat Junkies, Peanut Butter Wolf, DJ Jazzy Jeff), qui affineront style et techniques : flare, crab, tweak, slur, chirp, tear, orbit, uzi, hydroplane, beat juggling, strobing…, on en passe. Les meilleurs adeptes du genre s'affrontent lors de championnats qui mettent en lice des concurrents du monde entier.
Le plus renommé d'entre eux est sans doute le tournoi organisé par Technics, créateur de la légendaire platine MKII SL1200 (de couleur noire sous le nom de SL1210), instrument de référence par sa précision et sa fiabilité inégalées pendant 30 ans. Organisé depuis 20 ans, ce tournoi désigne chaque année le champion du monde DMC et propose également d'autres modes d'affrontement (par équipe, en duel).
Cherchant un équilibre entre expérimentation et virtuosité, certains DJ brisent les frontières du style et s'approchent de musiques comme le trip hop (DJ Shadow, DJ Krush), du jazz (Kid Koala) et du rock (DJ Logic), et même de la musique classique (DJ Radar). En France, en 2000, le groupe Audiomicid sort le premier album entièrement réalisé à base de scratchs (Limited Edition EP). D'autres groupes français comme les membres des groupes C2C et Birdy Nam Nam mixent à quatre. Ces deux groupes ont remporté le DMC Team Champs : en 2002 pour Birdy Nam Nam et quatre années consécutives pour C2C (2003, 2004, 2005 et 2006). Le français DJ Skillz a été deux fois d'affilée champion du monde DMC en individuel (2018 et 2019).